# Polówka popękana

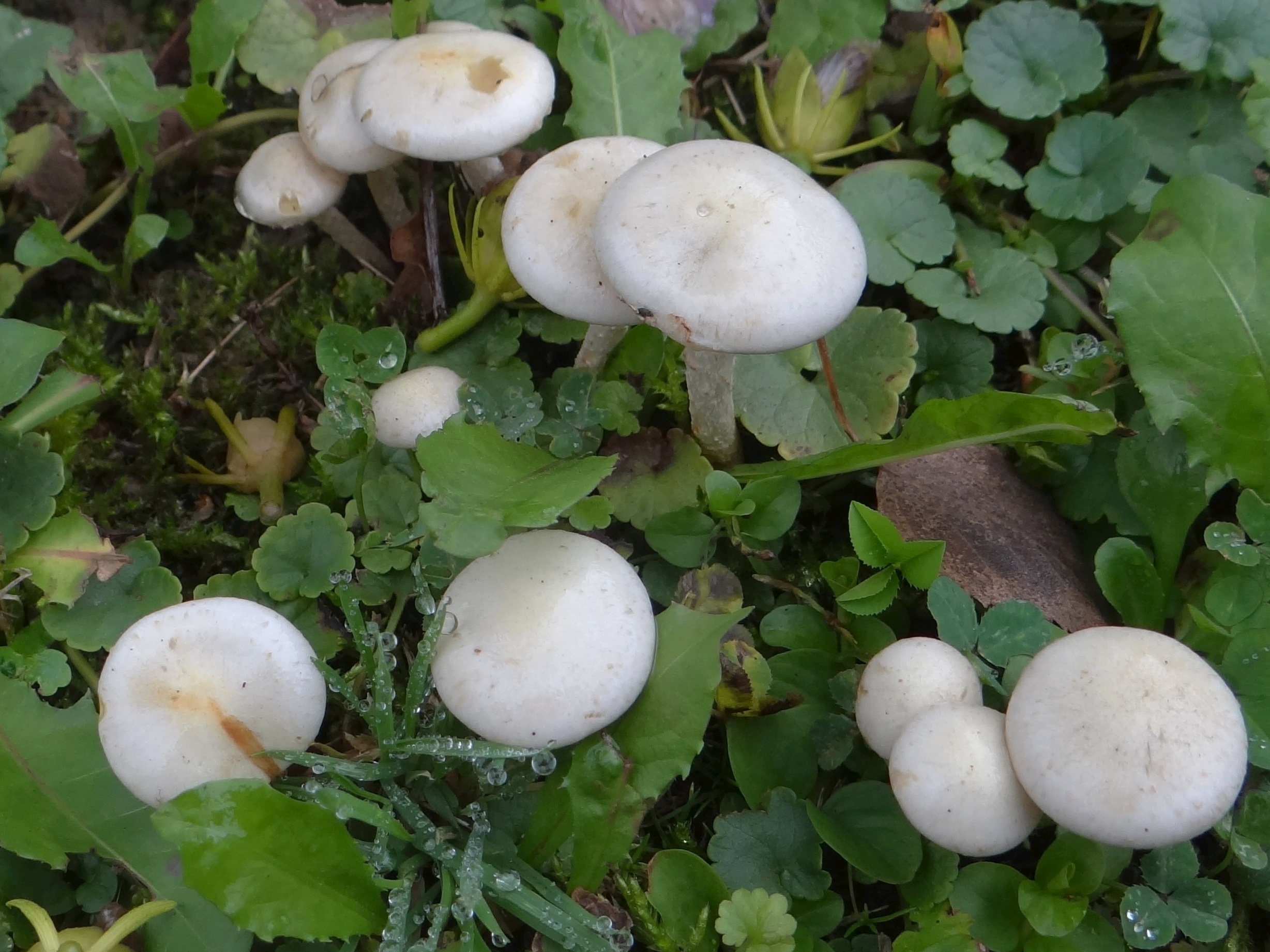

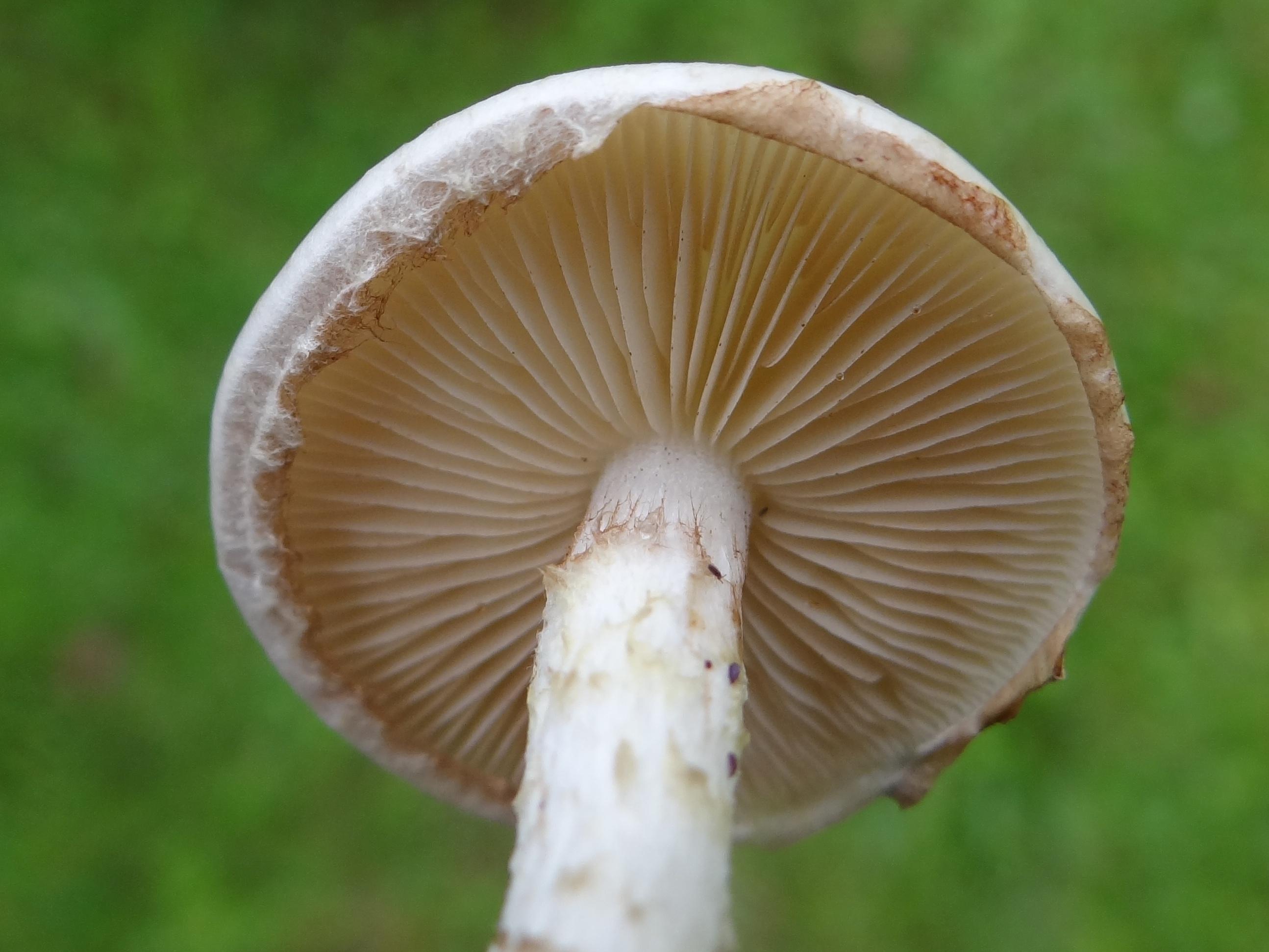

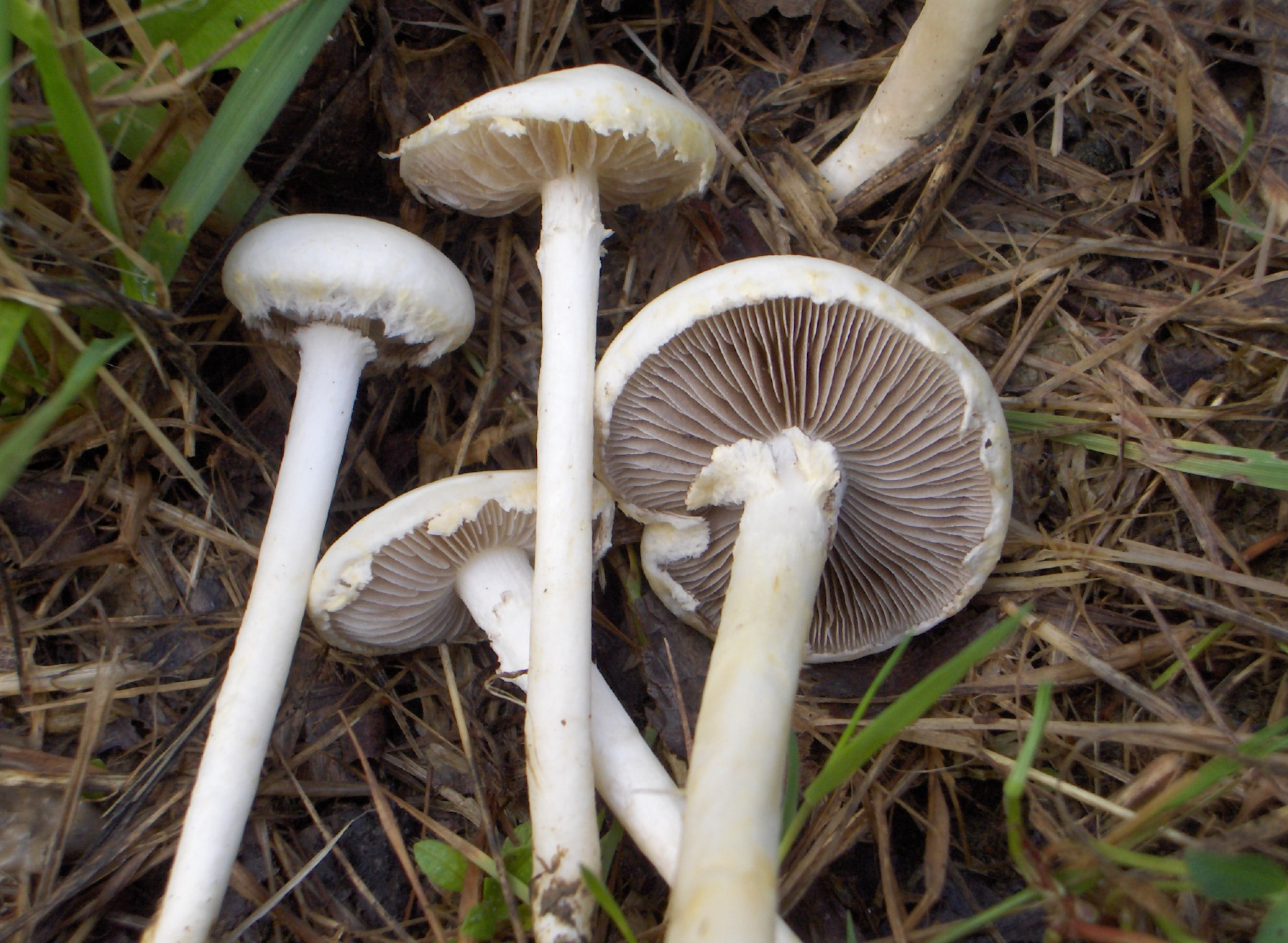

Polówka popękana (Agrocybe dura (Bolton) Singer) – gatunek grzybów z rodziny pierścieniakowatych (Strophariaceae).

## Systematyka i nazewnictwo
Pozycja w klasyfikacji według Index Fungorum: Strophariaceae, Agaricales, Agaricomycetidae, Agaricomycetes, Agaricomycotina, Basidiomycota, Fungi.
Po raz pierwszy gatunek ten opisał w 1788 r. James Bolton pod nazwą Agaricus durus, do rodzaju Agrocybe (polówka) włączył go Rolf Singer w 1936 r.
Synonimy naukowe:

- Agaricus durus Bolton 1788
- Agrocybe dura (Bolton) Singer 1936 var. dura
- Hylophila dura (Bolton) Quél. 1888
- Pholiota dura (Bolton) P. Kumm. 1871
- Pholiota dura f. cutifracta J.E. Lange1938
- Pholiota dura (Bolton) P. Kumm. 1871 f. dura
- Pholiota dura (Bolton) P. Kumm. 1871 var. dura
- Pholiota dura var. obconica C. Massal. 1910
- Togaria dura (Bolton) W.G. Sm. 1908

Nazwę polską zaproponował Władysław Wojewoda w 2003 r.

## Morfologia
Kapelusz
Średnica 3–11 cm, kształt u młodych owocników półkulisty, później wypukły, u starszych owocników spłaszczony. Czasami posiada słabo zaznaczony garb. Jest nieco higrofaniczny. Brzeg kapelusza ze zwisającymi resztkami osłony. Początkowo jest równy, ale na starszych owocnikach porozrywany i płatowaty. Powierzchnia barwy od kremowobiałej przez kremowożółtawą lub kremowordzawą dokremowobrązowawej. U młodych owocników jest gładka, ale później zazwyczaj pęka na poletka.
Blaszki
Dość gęste, o szerokości do 7 mm, przy trzonie zatokowato wycięte. Początkowo są białawe z czasem coraz ciemniejsze, na koniec oliwkowobrązowe.
Trzon
Wysokość 8–12 cm, grubość do 1 cm, kształt walcowaty, czasami wygięty. Posiada błoniasty nietrwały pierścień będący pozostałością osłony. Powierzchnia biała, włókienkowata, u podstawy występuje biały, filcowaty nalot grzybni.
Miąższ
Biały lub kremowy, w kapeluszu elastyczny. Młode owocniki mają zapach ogórkowo-mączny i łagodny smak, starsze mają stęchły zapach i gorzki smak.
Wysyp zarodników
Ciemnobrązowy.
Zarodniki jajowate lub elipsoidalne o rozmiarach 12–13 × 6–7,5 μm.
Gatunki podobne
Najłatwiej polówkę popękaną rozpoznać po kapeluszu popękanym na poletka (jednak następuje to dopiero u owocników w średnim wieku), oraz zwisających z kapelusza resztkach osłony. Podobne do niej są m.in:
- polówka wczesna (Agrocybe praecox). Jest delikatniejsza, ma ciemniejsze owocniki, a jej kapelusz nie pęka na poletka. Jest też bardziej gorzka i ma mniejsze zarodniki,
- niektóre gatunki pieczarek, ale mają krótszy i grubszy trzon i ich blaszki szybko stają się czarnobrązowe.

## Występowanie i siedlisko
Występuje w Ameryce Północnej oraz w Europie. W Polsce jej rozprzestrzenienie i częstość występowania nie są znane. W piśmiennictwie naukowym na terenie Polski do 2003 r. podano 4 stanowiska tego gatunku.
Czasami tylko rośnie w lasach, najczęściej na polach, łąkach, w ogrodach, przy drogach, na wysypiskach śmieci, wśród traw. Owocniki wytwarza od czerwca do września. Występuje także na zwałach ziemi z kopalni odkrywkowych, na hałdach i poboczach leśnych dróg.

## Znaczenie
Saprotrof, grzyb niejadalny.